# Sumgayit FK
Sumgayit FK (azeră „Sumqayıt” futbol klubu) este un club azer de fotbal din Sumgayit, care joacă în Prima Ligă Azeră. Sumgayit este singura echipa din sezonul 2017-2018 formată în totalitate din jucători azeri.

## Istorie
Clubul a fost fondat în 2010, ca Sumgayit FK. În mai 2011, echipa a fost primită în Prima Ligă Azeră în locul lui Absheron, care se desființase. După ce a obținut promovarea în Prima Ligă, clubul s-a bazat în mare parte pe juniori azeri de la loturile naționale sub 17, respectiv sub 19 ani. În ianuarie 2012, clubul a anunțat că a revenit la vechea sa denumire.
Pe 17 noiembrie 2012 Sumgayit a suferit cea mai mare înfrângere din istorie, 1-8 în fața echipei Neftchi Baku. În timpul sezonului 2012-2013, Sumgayit s-a salvat de la retrogradare la limită, terminând pe poziția a zecea.
Pe 8 octombrie 2015, Agil Mammadov a demisionat, fiind înlocuit de antrenorul echipei a doua, Samir Abbasov. Pe 11 ianuarie 2016, Mammadov a fost reangajat în funcția de antrenor principal.

## Stadion
Echipa își joacă meciurile de acasă pe Kapital Bank Arena, un stadion multifuncțional din Sumqayit, care are o capacitate de 1500 de locuri. Stadionul purta numele lui Mehdi Huseynzade, însă a fost schimbat în Kapital Bank Arena din motive de sponsorizare.

## Suporteri
Sumgayit este susținută de suporteri din districtul Absheron, în special din orașul Sumgayit.

## Sponsori și producători ai echipamentului
| Ani            | Producător | Sponsor     |
| -------------- | ---------- | ----------- |
| 2010 – 2012    | Kappa      | Azərkimya   |
| 2012 – 2016    | Umbro      | Azərkimya   |
| 2016 – prezent | Joma       | Pasha Viata |

## Legături externe
- Site oficial Arhivat în 25 septembrie 2011, la Wayback Machine.